# Algemene verkiezingen in Liberia (1851)

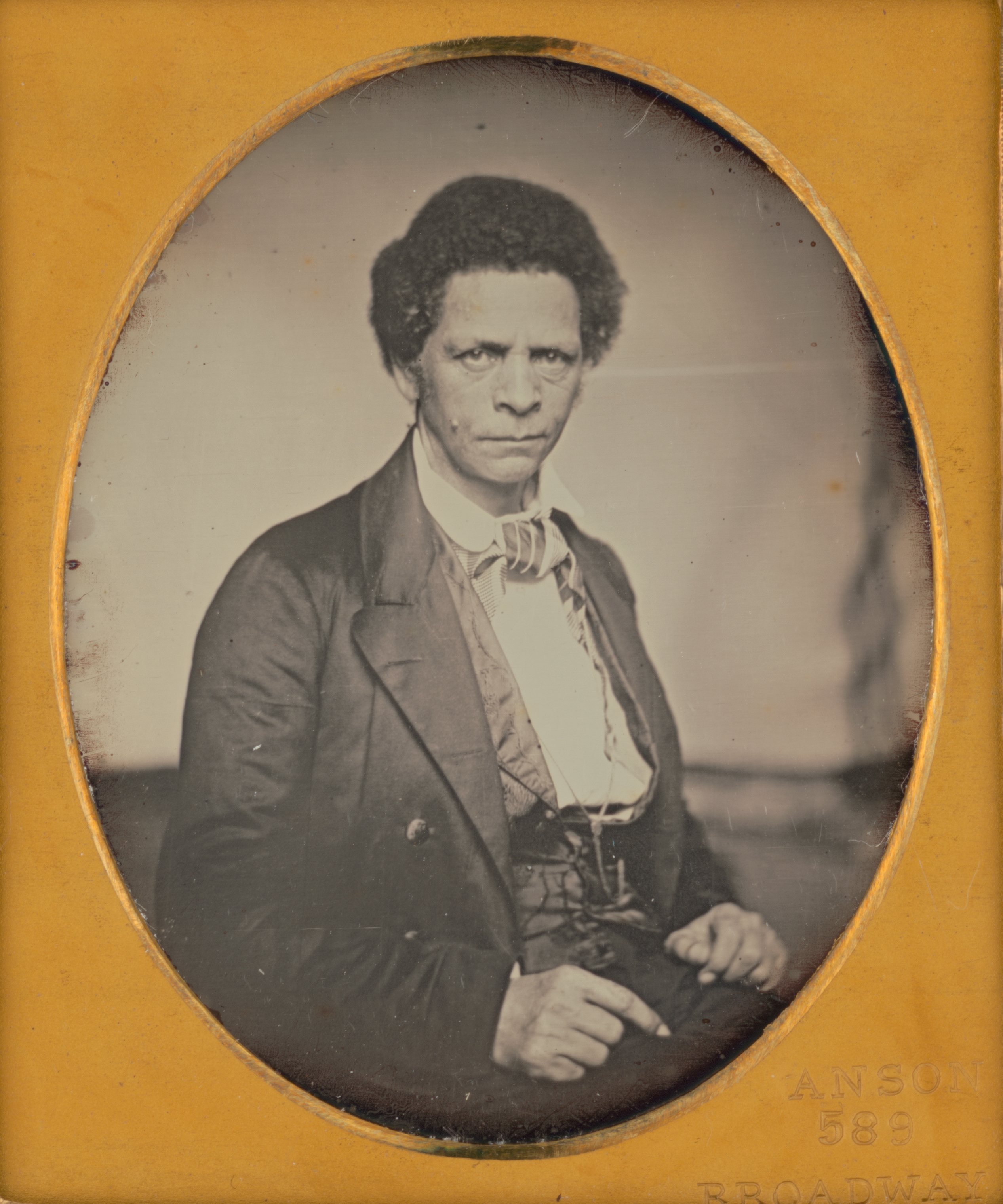
President Joseph Jenkins Roberts.

De algemene verkiezingen in Liberia van 1851 werden in mei van dat jaar gehouden en leidden tot de herverkiezing van zittend president Joseph Jenkins Roberts van de True Liberian Party. Daarnaast werden er ook verkiezingen gehouden voor het parlement. De oppositiepartij, de Whig Party, beschuldigde de regerende True Liberian Party ervan mulatten te bevoordelen en de zwarte bevolking achter te stellen. Exacte data, zoals opkomstcijfers, stemverdeling en percentages ontbreken echter, waardoor het niet duidelijk is hoeveel zetels de Whig's wisten te veroveren en het is ook niet duidelijk wie de tegenkandidaat was bij de presidentsverkiezingen, en of er al überhaupt een tegenkandidaat was.